# Tour de France 1985
72. Tour de France rozpoczął się 28 czerwca w Plumelec, a zakończył się 21 lipca 1985 roku w Paryżu. Wyścig składał się z prologu i 22 etapów, w tym 9 etapów płaskich, 9 etapów górskich i 5 etapów jazdy indywidualnej na czas. Cała trasa liczyła 4108 km.
Klasyfikację generalną wygrał po raz piąty w karierze Francuz Bernard Hinault, wyprzedzając Amerykanina Grega LeMonda i Irlandczyka Stephena Roche'a. Klasyfikację górską wygrał Kolumbijczyk Luis Herrera, młodzieżową jego rodak Fabio Parra, punktową wygrał Irlandczyk Sean Kelly, sprinterską Belg Jozef Lieckens, a w klasyfikacji kombinowanej najlepszy był LeMond. Najaktywniejszym kolarzem został Holender Maarten Ducrot. W obu klasyfikacjach drużynowych najlepsza była francuska drużyna La Vie Claire.

## Zmiany w stosunku do poprzednich edycji
W 1985 roku wprowadzono koszulkę dla najlepszego kolarza klasyfikacji kombinowanej (sama klasyfikacja była prowadzona z przerwami od 1968 roku). Zmieniono też zasady punktacji w klasyfikacji górskiej: trudniejsze odcinki pozwalały na zdobycie większej ilości punktów, co miało zmniejszyć wpływ odcinków pagórkowatych na wyniki tej klasyfikacji. Zmieniono również zasady w klasyfikacji punktowej: do tej pory więcej punktów można było zdobyć na odcinkach płaskich, co dawało przewagę sprinterom; od 1984 roku zrównano wszystkie etapy pod względem przyznawanych zwycięzcy punktów.

## Drużyny
W tej edycji TdF wzięło udział 18 drużyn:
| - Renault-Elf - La Vie Claire - Peugeot-Shell - Skil - Reynolds - Fagor | - Hitachi-Sunair-Splendor - Panasonic-Raleigh - Cafe de Colombia-Varta-Mavic - Carrera-Inoxpran - La Redoute - Kwantum-Decossol | - Zor-Novotel - Lotto - Verandalux-Nissan - Seat-Orbea - Santini-Selle Italia - Tonissteiner |

## Etapy
| P   | 28 czerwca | Plumelec                           | ITT 6,8 km    | Bernard Hinault      | Bernard Hinault   |               |               |
| 1   | 29 czerwca | Vannes – Lanester                  | 256,0 km      | Rudy Matthijs        | Eric Vanderaerden |               |               |
| 2   | 30 czerwca | Lorient – Vitré                    | 242,0 km      | Rudy Matthijs        | Eric Vanderaerden |               |               |
| 3   | 1 czerwca  | Vitré – Fougères                   | TTT 73,0 km   | La Vie Claire        | Eric Vanderaerden |               |               |
| 4   | 2 lipca    | Fougères – Pont-Audemer            | 239,5 km      | Gerrit Solleveld     | Kim Andersen      |               |               |
| 5   | 3 lipca    | Neufchâtel-en-Bray – Roubaix       | 224,0 km      | Henri Manders        | Kim Andersen      |               |               |
| 6   | 4 lipca    | Roubaix – Reims                    | 221,0 km      | Francis Castaing     | Kim Andersen      |               |               |
| 7   | 5 lipca    | Reims – Nancy                      | 217,5 km      | Ludwig Wijnants      | Kim Andersen      |               |               |
| 8   | 6 lipca    | Sarrebourg – Strasburg             | ITT 75,0 km   | Bernard Hinault      | Bernard Hinault   |               |               |
| 9   | 7 lipca    | Strasburg – Épinal                 | 173,5 km      | Maarten Ducrot       | Bernard Hinault   |               |               |
| 10  | 8 lipca    | Épinal – Pontarlier                | 204,5 km      | Jørgen Vagn Pedersen | Bernard Hinault   |               |               |
| 11  | 9 lipca    | Pontarlier – Morzine               | 195,0 km      | Luis Herrera         | Bernard Hinault   |               |               |
| 12  | 10 lipca   | Morzine – Lans-en-Vercors          | 269,0 km      | Fabio Parra          | Bernard Hinault   |               |               |
| 13  | 11 lipca   | Villard-de-Lans                    | ITT 32,0 km   | Eric Vanderaerden    | Bernard Hinault   |               |               |
|     | 12 lipca   | Dzień przerwy                      | Dzień przerwy | Dzień przerwy        | Dzień przerwy     | Dzień przerwy | Dzień przerwy |
| 14  | 13 lipca   | Autrans – Saint-Étienne            | 179,0 km      | Luis Herrera         | Bernard Hinault   |               |               |
| 15  | 14 lipca   | Saint-Étienne – Aurillac           | 237,5 km      | Eduardo Chozas       | Bernard Hinault   |               |               |
| 16  | 15 lipca   | Aurillac – Tuluza                  | 247,0 km      | Frédéric Vichot      | Bernard Hinault   |               |               |
| 17  | 16 lipca   | Tuluza – Luz Ardiden               | 209,5 km      | Pedro Delgado        | Bernard Hinault   |               |               |
| 18A | 17 lipca   | Luz-Saint-Sauveur – Col d'Aubisque | 52,5 km       | Stephen Roche        | Bernard Hinault   |               |               |
| 18B | 17 lipca   | Laruns – Pau                       | 83,5 km       | Régis Simon          | Bernard Hinault   |               |               |
| 19  | 18 lipca   | Pau – Bordeaux                     | 203,0 km      | Eric Vanderaerden    | Bernard Hinault   |               |               |
| 20  | 19 lipca   | Montpon-Ménestérol – Limoges       | 225,0 km      | Johan Lammerts       | Bernard Hinault   |               |               |
| 21  | 20 lipca   | Lac de Vassivière                  | ITT 45,7 km   | Greg LeMond          | Bernard Hinault   |               |               |
| 22  | 21 lipca   | Orlean – Paryż                     | 196,0 km      | Rudy Matthijs        | Bernard Hinault   |               |               |

## Klasyfikacje końcowe

### Klasyfikacja generalna
| Pozycja | Zawodnik        | Drużyna          | Czas          |
| ------- | --------------- | ---------------- | ------------- |
| 1.      | Bernard Hinault | La Vie Claire    | 113 h 24' 23" |
| 2.      | Greg LeMond     | La Vie Claire    | +1' 42"       |
| 3.      | Stephen Roche   | La Redoute       | +4' 29"       |
| 4.      | Sean Kelly      | Skil-Sem         | +6' 26"       |
| 5.      | Phil Anderson   | Panasonic        | +             |
| 6.      | Pedro Delgado   | Orbea            | +11' 53"      |
| 7.      | Luis Herrera    | Cafe de Colombia | +12' 53"      |
| 8.      | Fabio Parra     | Cafe de Colombia | +13' 35"      |
| 9.      | Eduardo Chozas  | Reynolds         | +13' 56"      |
| 10.     | Steve Bauer     | La Vie Claire    | +14' 57"      |

### Klasyfikacja punktowa
| Pozycja | Zawodnik          | Drużyna       | Punkty |
| ------- | ----------------- | ------------- | ------ |
| 1.      | Sean Kelly        | Skil-Sem      | 434    |
| 2.      | Greg LeMond       | La Vie Claire | 332    |
| 3.      | Stephen Roche     | La Redoute    | 279    |
| 4.      | Bernard Hinault   | La Vie Claire | 266    |
| 5.      | Eric Vanderaerden | Panasonic     | 258    |

### Klasyfikacja górska
| Pozycja | Zawodnik       | Drużyna          | Punkty |
| ------- | -------------- | ---------------- | ------ |
| 1.      | Luis Herrera   | Café de Colombia | 440    |
| 2.      | Pedro Delgado  | Orbea            | 274    |
| 3.      | Robert Millar  | Peugeot          | 270    |
| 4.      | Greg LeMond    | La Vie Claire    | 214    |
| 5.      | Reynel Montoya | Café de Colombia | 190    |

### Klasyfikacja młodzieżowa
| Pozycja | Zawodnik       | Drużyna          | Czas          |
| ------- | -------------- | ---------------- | ------------- |
| 1.      | Fabio Parra    | Cafe de Colombia | 113 h 37' 58" |
| 2.      | Eduardo Chozas | Reynolds         | +21"          |
| 3.      | Steve Bauer    | La Vie Claire    | +1' 22"       |
| 4.      | Robert Forest  | Peugeot          | +4' 10"       |
| 5.      | Álvaro Pino    | Zor              | +8' 00"       |

### Klasyfikacja sprinterska
| Pozycja | Zawodnik       | Drużyna       | Punkty |
| ------- | -------------- | ------------- | ------ |
| 1.      | Jozef Lieckens | Lotto         | 162    |
| 2.      | Eduardo Chozas | Reynolds      | 67     |
| 3.      | Sean Kelly     | Skil-Sem      | 59     |
| 4.      | Steve Bauer    | La Vie Claire | 54     |
| 5.      | Greg LeMond    | La Vie Claire | 51     |

### Klasyfikacja kombinowana
| Pozycja | Zawodnik        | Drużyna          | Punkty |
| ------- | --------------- | ---------------- | ------ |
| 1.      | Greg LeMond     | La Vie Claire    | 91     |
| 2.      | Sean Kelly      | Skil-Sem         | 85     |
| 3.      | Bernard Hinault | La Vie Claire    | 76     |
| 4.      | Stephen Roche   | La Redoute       | 63     |
| 5.      | Luis Herrera    | Cafe de Colombia | 62     |

### Klasyfikacja drużynowa
| Pozycja | Drużyna       | Czas          |
| ------- | ------------- | ------------- |
| 1.      | La Vie Claire | 340 h 21' 09" |
| 2.      | Panasonic     | +27' 10"      |
| 3.      | Peugeot       | +40' 54"      |
| 4.      | Skil-Sem      | +46' 51"      |
| 5.      | La Redoute    | +53' 57"      |